# Кизильский район
Кизильский район — административно-территориальная единица (район) и одноимённое муниципальное образование (муниципальный район) в Челябинской области Российской Федерации.
Административный центр — село Кизильское.

## География
С Кизильским районом граничат: на севере Агаповский район, на востоке Карталинский  и Брединский районы, на юге Кваркенский район Оренбургской области, на западе  городской округ город Сибай Республики Башкортостан.

## История
В июне 1743 года губернатором Оренбургской губернии И. И. Неплюевым были основаны крепости и редуты вдоль реки Яик (с 1774 года река Урал) новой военной линии, разграничивавшей земли России от степей кочующих киргиз-кайсаков. В том числе при слиянии рек Большой Кизил и Яик поставлена крепость Кизильская. Название дано от тюркского слова «кызыл», что означает красный.
Район образован 4 ноября 1926 года. 12 октября 1959 года к Кизильскому району была присоединена часть территории упразднённого Агаповского района, но 22 августа 1961 года она была передана в восстановленный Агаповский район.
29 ноября 2001 года были упразднены Богдановский, Гранитный, Измайловский, Карабулакский, Кацбахский, Кизильский, Новоершовский, Новопокровский, Обручевский, Полоцкий, Путь Октября, Сыртинский и Уральский сельсоветы.

## Население
| 2002    | 2005    | 2006    | 2007    | 2008    | 2009    | 2010    | 2011    |
| ------- | ------- | ------- | ------- | ------- | ------- | ------- | ------- |
| 27 679  | ↘26 901 | ↘26 651 | ↘26 480 | ↘26 401 | ↗26 554 | ↘25 876 | ↘25 827 |
| 2012    | 2013    | 2014    | 2015    | 2016    | 2017    | 2018    | 2019    |
| ↘25 463 | ↘24 959 | ↘24 359 | ↘23 747 | ↘23 417 | ↘22 908 | ↘22 443 | ↘22 074 |
| 2020    | 2021    | 2023    |         |         |         |         |         |
| ↘21 509 | ↘20 596 | ↘19 751 |         |         |         |         |         |

По итогам переписи населения 2020 года: русские — 67,2 %, казахи - 13,8 %, башкиры — 10,3 %.

## Территориальное устройство
Кизильский район как административно-территориальная единица области делится на 14 сельсоветов. Кизильский муниципальный район, в рамках организации местного самоуправления, включает соответственно 14 муниципальных образований со статусом сельских поселений:
| №  | Муниципальное образование         | Административный центр | Количество населённых пунктов | Население (чел.) | Площадь (км²) |
| -- | --------------------------------- | ---------------------- | ----------------------------- | ---------------- | ------------- |
| 1  | Богдановское сельское поселение   | село Богдановское      | 4                             | ↘1145            | 313,10        |
| 2  | Гранитное сельское поселение      | посёлок Гранитный      | 6                             | ↘1349            | 396,56        |
| 3  | Зингейское сельское поселение     | посёлок Зингейский     | 3                             | ↘1234            | 312,63        |
| 4  | Измайловское сельское поселение   | посёлок Измайловский   | 5                             | ↗1619            | 588,60        |
| 5  | Карабулакское сельское поселение  | посёлок Карабулак      | 2                             | ↘474             | 151,31        |
| 6  | Кацбахское сельское поселение     | посёлок Кацбахский     | 3                             | ↘740             | 267,27        |
| 7  | Кизильское сельское поселение     | село Кизильское        | 3                             | ↘6103            | 185,72        |
| 8  | Новоершовское сельское поселение  | посёлок Новоершовский  | 3                             | ↘556             | 255,22        |
| 9  | Новопокровское сельское поселение | посёлок Новопокровский | 2                             | ↘518             | 93,68         |
| 10 | Обручёвское сельское поселение    | село Обручёвка         | 3                             | ↘1203            | 272,10        |
| 11 | Полоцкое сельское поселение       | село Полоцкое          | 6                             | ↗1560            | 655,21        |
| 12 | Сельское поселение Путь Октября   | посёлок Путь Октября   | 6                             | ↘1509            | 407,93        |
| 13 | Сыртинское сельское поселение     | посёлок Сыртинский     | 3                             | ↘1656            | 207,49        |
| 14 | Уральское сельское поселение      | посёлок Урал           | 3                             | ↘793             | 306,09        |

### Населённые пункты
В Кизильском районе 52 населённых пункта.
| №  | Населённый пункт   | Тип     | Население | Муниципальное образование         |
| -- | ------------------ | ------- | --------- | --------------------------------- |
| 1  | Александровский    | посёлок | ↘109      | Измайловское сельское поселение   |
| 2  | Амамбайка          | посёлок | ↘262      | Сельское поселение Путь Октября   |
| 3  | Березки            | посёлок | ↘300      | Сельское поселение Путь Октября   |
| 4  | Богдановское       | село    | ↘1051     | Богдановское сельское поселение   |
| 5  | Браиловский        | посёлок | ↘422      | Зингейское сельское поселение     |
| 6  | Верхняя Сосновка   | посёлок | ↘29       | Богдановское сельское поселение   |
| 7  | Гранитный          | посёлок | ↗797      | Гранитное сельское поселение      |
| 8  | Грязнушинский      | посёлок | ↘323      | Богдановское сельское поселение   |
| 9  | Ерлыгас            | посёлок | ↘113      | Измайловское сельское поселение   |
| 10 | Ершовский          | посёлок | ↘174      | Новоершовское сельское поселение  |
| 11 | Ждановский         | посёлок | ↘215      | Уральское сельское поселение      |
| 12 | Заря               | посёлок | ↘83       | Кацбахское сельское поселение     |
| 13 | Зингейский         | посёлок | ↘1222     | Зингейское сельское поселение     |
| 14 | Измайловский       | посёлок | ↘1221     | Измайловское сельское поселение   |
| 15 | Ильинка            | посёлок | ↘164      | Гранитное сельское поселение      |
| 16 | Каменка            | посёлок | ↘103      | Богдановское сельское поселение   |
| 17 | Каменный           | посёлок | ↘185      | Полоцкое сельское поселение       |
| 18 | Карабулак          | посёлок | ↘628      | Карабулакское сельское поселение  |
| 19 | Кацбахский         | посёлок | ↘844      | Кацбахское сельское поселение     |
| 20 | Кизильское         | село    | ↘5949     | Кизильское сельское поселение     |
| 21 | Комсомольский      | посёлок | ↘271      | Гранитное сельское поселение      |
| 22 | Лесной             | посёлок | ↘300      | Сельское поселение Путь Октября   |
| 23 | Мартыновка         | посёлок | ↘93       | Гранитное сельское поселение      |
| 24 | Михайловка         | посёлок | ↘216      | Обручёвское сельское поселение    |
| 25 | Мусин              | посёлок | ↘158      | Новоершовское сельское поселение  |
| 26 | Новинка            | посёлок | ↘177      | Полоцкое сельское поселение       |
| 27 | Новоершовский      | посёлок | ↗532      | Новоершовское сельское поселение  |
| 28 | Новоильинская      | деревня | ↘9        | Сыртинское сельское поселение     |
| 29 | Новопокровский     | посёлок | ↘531      | Новопокровское сельское поселение |
| 30 | Новый              | посёлок | ↘133      | Карабулакское сельское поселение  |
| 31 | Новый Кондуровский | посёлок | ↘236      | Измайловское сельское поселение   |
| 32 | Обручёвка          | село    | ↗1153     | Обручёвское сельское поселение    |
| 33 | Октябрьский        | посёлок | ↘193      | Гранитное сельское поселение      |
| 34 | Первомайка         | посёлок | ↘228      | Гранитное сельское поселение      |
| 35 | Полоцкое           | село    | ↘1194     | Полоцкое сельское поселение       |
| 36 | Пролетарка         | посёлок | ↘174      | Кизильское сельское поселение     |
| 37 | Прудный            | посёлок | ↘109      | Сельское поселение Путь Октября   |
| 38 | Путь Октября       | посёлок | ↗1129     | Сельское поселение Путь Октября   |
| 39 | Савлатова          | хутор   | ↘7        | Полоцкое сельское поселение       |
| 40 | Свет               | посёлок | ↘51       | Кацбахское сельское поселение     |
| 41 | Симбирка           | посёлок | ↗221      | Обручёвское сельское поселение    |
| 42 | Смородинка         | посёлок | ↘278      | Уральское сельское поселение      |
| 43 | Соколки            | посёлок | ↘146      | Кизильское сельское поселение     |
| 44 | Степной            | посёлок | ↘58       | Зингейское сельское поселение     |
| 45 | Сыртинский         | посёлок | ↗1421     | Сыртинское сельское поселение     |
| 46 | Увальский          | посёлок | ↗565      | Сыртинское сельское поселение     |
| 47 | Урал               | посёлок | ↘678      | Уральское сельское поселение      |
| 48 | Хутор 11-й         | хутор   | ↘1        | Сельское поселение Путь Октября   |
| 49 | Целинный           | посёлок | ↘148      | Измайловское сельское поселение   |
| 50 | Чапаевский         | посёлок | ↘141      | Полоцкое сельское поселение       |
| 51 | Черкасы            | посёлок | ↘265      | Полоцкое сельское поселение       |
| 52 | Чернышевский       | посёлок | ↘164      | Новопокровское сельское поселение |

## Экономика
Кизильский район — сельскохозяйственный. В районе занимаются зерновым земледелием и животноводством.

## Археология
Близ села Полоцкого находится 15 курганов бронзового века.